# Браво, Мартин
Мартин Иван Браво (исп. Martín Ivan Bravo; родился 19 сентября 1986 года, Санта-Фе, Аргентина) — аргентинский футболист, нападающий.

## Клубная карьера

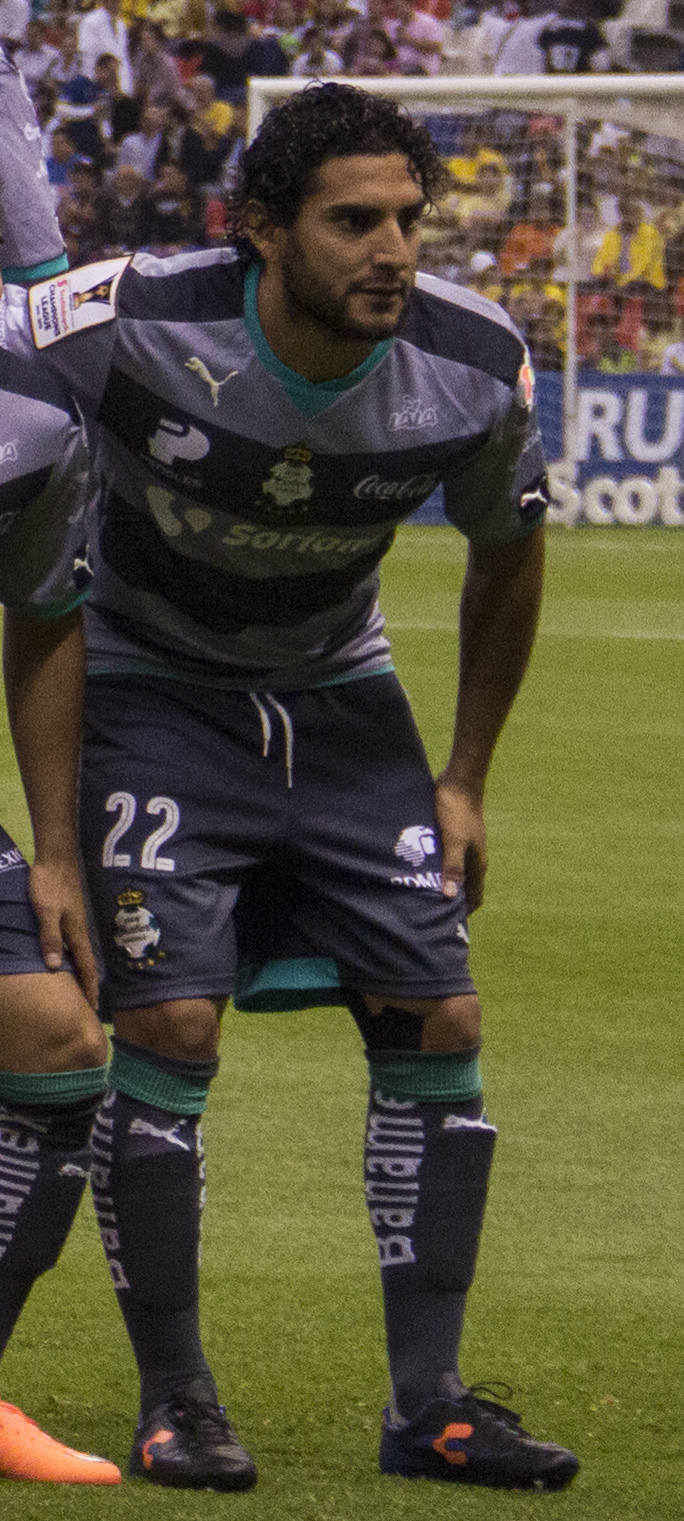
Браво в составе «Сантос Лагуна»

Браво воспитанник клуба «Колон» из своего родного города. 15 февраля 2005 года в матче против «Ривер Плейт» он дебютировал в аргентинской Примере. Мартин не мог пробиться в основу и в 2007 году на правах аренды перешёл в «Сан-Мартин». 9 февраля 2008 года в поединке против «Архентинос Хуниорс» Браво забил свой первый гол в аргентинской Примере. Мартин забил девять мячей и стал лучшим бомбардиром команды. Летом того же года на правах свободного агента Браво перешёл в мексиканский УНАМ Пумас. Из-за проблем с передачей документов Мартин свог дебютировать в новой команде только спустя два месяца. 21 сентября в матче против «Сан-Луиса» он дебютировал в Лиге MX. 25 января 2009 года в поединке против «Сантос Лагуна» Мартин забил свой первый гол за «пум», реализовав пенальти. В составе УНАМ Пумас Браво дважды стал чемпионом Мексики.
Летом 2014 года Мартин перешёл в «Леон». 10 августа в матче против «Хагуарес Чьяпас» он дебютировал за «львов». 8 февраля 2015 года в поединке против своего бывшего клуба УНАМ Пумас Браво забил свой первый гол за Леон.
Летом того же года Мартин перешёл в «Дорадос де Синалоа». 26 июля в матче против «Чьяпас» он дебютировал за «дорад». В начале 2016 года Браво был арендован «Сантос Лагуна». 10 января в матче против своего бывшего клуба «Леон» он дебютировал за новую команду. 23 января в поединке против «Тихуаны» Мартин забил свой первый гол за «Сантос Лагуна». 2 марта в матче Лиги чемпионов КОНКАКАФ против американского «Лос-Анджелес Гэлакси» он отметился «дублем».
В начале 2017 года Браво перешёл в «Веракрус». 7 января в матче против «Керетаро» он дебютировал за новый клуб. 27 сентября в поединке против «Монаркас Морелия» Мартин забил свой первый гол за Веракрус. Летом 2018 года Браво вернулся на родину в «Сан-Мартин Сан-Хуан».

## Достижения
Командные
 УНАМ Пумас
- Чемпионат Мексики (2) — Клаусура 2009, Клаусура 2011